# Бою-Маре (комуна)
Бою-Маре (рум. Boiu Mare) — комуна у повіті Марамуреш в Румунії. До складу комуни входять такі села (дані про населення за 2002 рік):
- Бою-Маре (616 осіб) — адміністративний центр комуни
- Пріслоп (479 осіб)
- Роминешть (101 особа)
- Фринченій-Боюлуй (80 осіб)

Комуна розташована на відстані 382 км на північний захід від Бухареста, 30 км на південь від Бая-Маре, 68 км на північ від Клуж-Напоки.

## Населення
За даними перепису населення 2002 року у комуні проживали 1276 осіб.
Національний склад населення комуни:
| Національність   | Кількість осіб | Відсоток |
| ---------------- | -------------- | -------- |
| румуни           | 1274           | 99,8%    |
| українці         | 1              | 0,1%     |
| росіяни-липовани | 1              | 0,1%     |

Рідною мовою назвали:
| Мова      | Кількість осіб | Відсоток |
| --------- | -------------- | -------- |
| румунська | 1275           | 99,9%    |
| російська | 1              | 0,1%     |

Склад населення комуни за віросповіданням:
| Релігія        | Кількість осіб | Відсоток |
| -------------- | -------------- | -------- |
| православні    | 1247           | 97,7%    |
| греко-католики | 27             | 2,1%     |
| римо-католики  | 1              | 0,1%     |
| п'ятдесятники  | 1              | 0,1%     |